# UTC+11:30
UTC+11:30 a fost un fus orar aflat cu 11 ore și 30 minute înainte UTC.

## Istorie
Pe 2 noiembrie 1868 Noua Zeelandă a fost prima țară din lume care a adoptat o oră standard. Timpul neozeelandez de atunci era bazat pe meridianul 172° 30' E și fusul orar era cu 11 ore și 30 minute înainte de ora Greenwich. Ora standard a fost denumită New Zealand Mean Time (NZMT) și a fost folosită în Noua Zeelandă până în 1941, când ora standard se schimba la fusul orar UTC+12.
Norfolk Island Standard Time (NFT) a fost folosită pe Insula Norfolk până pe 4 Octombrie 2015, când ora standard se schimba la fusul orar UTC+11.